# Старонаводницький провулок
Старонаводни́цький прову́лок — зниклий провулок, що існував у Печерському районі міста Києва, місцевість Наводничі. Пролягав від Старонаводницької вулиці (поблизу сучасних будинків № 4 та № 6) до тупика (схили Наводницької балки).
Прилучався Старонаводницький проїзд.

## Історія
Виник у першій чверті XX століття як безіменний провулок біля Старонаводницької вулиці, назву Старонаводницький провулок набув 1940 року. На початку 1980-х років у зв'язку з початком забудови т. зв. «Царського села» (комплексу житлових будинків покращеного планування для тодішніх високопосадовців) провулок разом із існуючою забудовою було ліквідовано.